# Petasometra
Petasometra is een geslacht van haarsterren uit de familie Colobometridae.

## Soorten
- Petasometra clarae (Hartlaub, 1890)
- Petasometra helianthoides A.H. Clark, 1912